# NGC 7288
NGC 7288 (również PGC 68933) – galaktyka spiralna (S0-a), znajdująca się w gwiazdozbiorze Wodnika. Odkrył ją Albert Marth 1 października 1864 roku.